# زن و فرشته
زن و فرشته (فرانسوی: L'Ange et la femme‎) یک فیلم فانتزی عاشقانه کانادایی به کارگردانی ژیل کارل است که در سال ۱۹۷۷ منتشر شد. از بازیگران آن می‌توان به کارول لورا و لوئیس فیوری اشاره کرد.